# Dendropanax lancifolius
Dendropanax lancifolius är en araliaväxtart som först beskrevs av Henry Nicholas Ridley, och fick sitt nu gällande namn av Henry Nicholas Ridley. Dendropanax lancifolius ingår i släktet Dendropanax och familjen Araliaceae. Inga underarter finns listade.